# The Rambler (álbum)
The Rambler es un álbum del cantante country Johnny Cash lanzado en 1977 bajo el sello disquero Columbia. Este es un álbum conceptual acerca de los viajes, entre cada canción hay un diálogo ente Cash y personas que viajan pidiendo aventón o personas que conoció durante el viaje alrededor de Estados Unidos, es uno de los pocos álbumes en el cual Cash escriba todas las canciones y es el último álbum conceptual será incluido en un set de canciones bajo es sello alemán Bear Family llamado Come Along and Ride this Train (1991). The Rambler llegó al lugar #31 en los rankings y los sencillos publicitarios "Lady" y "After the Ball" tuvieron poco éxito.

## Canciones
1. Hit the Road and Go – 2:35
(Cash)
2. Dialogue – 2:33
3. If It Wasn't for the Wabash River – 2:09
(Cash)
4. Dialogue – 2:22
5. Lady – 2:48
(Cash)
6. Dialogue – 2:27
7. After the Ball – 2:48
(Cash)
8. Dialogue – 2:02
9. No Earthly Good – 2:45
(Cash)
10. Dialogue – 1:51
11. A Wednesday Car – 2:12
(Cash)
12. Dialogue – :55
13. My Cowboy's Last Ride – 2:29
(Cash)
14. Dialogue – 2:48
15. Calilou – 3:20
(Cash)
16. Dialogue – 1:24

## Personal

### Músicos
- Johnny Cash - Vocalista
- Bob Wootton - Guitarra eléctrica
- Jerry Hensley - Guitarra eléctrica
- Ray Edenton - Guitarra plana
- Jack Routh - Guitarra plana
- Marshall Grant - Bajo
- W.S. Holland - Percusión
- Earl Ball - Piano
- Mark Morris - Percusión
- Michael Bacon - Chelo
- Cam Mullins - Arreglos

### Actores
- Johnny Cash - El Solitario (The Rambler)
- Jack Wesley Routh - Pescador
- Kathleen Brimm - Granjera
- Carlene Routh, Rosanne Cash - Chicas de un Bar

## Posición en listas
Álbum - Billboard (América del Norte)
| Año  | TAbla           | Posición |
| ---- | --------------- | -------- |
| 1977 | Álbumes Country | 31       |

Canciones - Billboard (América del Norte)
| Año  | Canción          | Tabla             | Posición |
| ---- | ---------------- | ----------------- | -------- |
| 1977 | "Lady"           | Canciones Country | 46       |
| 1977 | "After the Ball" | Canciones Country | 32       |